# 李昌祚
李昌祚，字文孙，一字来园，号剑浦、过庐，湖广汉阳人。清朝政治人物、進士出身。

## 生平
明崇禎十五年（1642年）壬午科湖廣鄉試，清順治九年（1652年）壬辰科進士，历官大理寺卿，有《真山人集》。